# 岸和田中学生虐待事件
岸和田中学生虐待事件（きしわだちゅうがくせいぎゃくたいじけん）は、大阪府岸和田市で当時中学3年の長男を餓死寸前まで虐待した事件である。

## 事件の概要
本事件は2004年1月26日付の朝刊各紙で報道された。保護された長男は身長155センチに対し、体重が24キロ（BMIは10）と餓死寸前にまで追い込まれており、殺人未遂罪に問われた。
事件発覚直後の長男は意識不明の状態が続いていたが、懸命な治療の結果辛うじて意識を取り戻し、簡単な会話が出来る程度には回復した。しかし、長男の知能は著しく低下しており、また身体にも障害・後遺症が残った。

## 事件の経緯
父親は、1988年に被害者である長男の実の母親と結婚する。そして、長男と1歳違いの次男をもうけたが、1995年6月に離婚。子供2人は父方の祖父母が引き取った。1998年頃、父親は子連れの母と一緒に住むようになり、子供2人も呼び戻し5人での生活を始めたが、やがて呼び戻された子ども2人への児童虐待が始まる。
トラック運転手の父親と、内縁の妻は、2002年6月ごろから長男に暴行を行ったり、食事を数日間とらせないなどの虐待を繰り返した。 2002年10月には弟とともに不登校になる。担任は週に2、3回、少年の自宅を訪問するが、内縁の妻は「うちで虐待でもしていると言うのか」と凄んできたこともあった。
次男は虐待に我慢できずに、2003年6月に実の母親の元に逃げたが、長男はその時すでに自分一人では歩けなかったと見られている。2003年8月には自力で食事を取ることが出来なくなったことを認識したが、虐待発覚を恐れ放置して死亡させようと共謀した。2003年11月、衰弱死したと誤解し救急車を呼ぶまで長男を放置し、昏睡や脳萎縮などの傷害を負わせた。
長男は6帖の部屋に軟禁されていたが、その窓は頑丈に目張りされていて、外からは何も見えない状態であった。また、長男は自分では歩けないほど衰弱し、ブルーシートの上に寝かされていた。一応、掛け布団は与えられてはいたが、トイレの行き来も制限され排泄物はブルーシートの上に垂れ流しであった。
大阪府警捜査一課と岸和田警察署は、2004年1月25日に殺人未遂罪で、被害者の実父及びその内妻を逮捕。父親は、暴行については「（長男は）学校でいじめを受け、悩んで家に閉じこもり、拒食症になった」と供述して容疑を否認した。内縁の母も「文句を言ってきた時に殴ったことはあるが、死んでもいいとは思っていない」と容疑を否認した。また、早朝から夜遅くまで仕事で家を空けていた父親よりも、家にいる内縁の妻の方が虐待に深く関わっていたと見て調べた。
父親と継母の2人は阪神・淡路大震災の被災地で知り合い、その頃、継母は実子に対しても食べ物を与えないなどの虐待を行っていた、という報道もあった。
2004年2月16日、大阪地検堺支部は父親と継母が長男に対して明確な殺意があったとして2人を殺人未遂罪で起訴した。なお、次男に対する虐待行為に関しては裏付けの物証に乏しいため、立件を見送っている。

## 裁判
2004年5月10日、大阪地裁堺支部（細井正弘裁判長）で初公判が開かれ、父親は「殺害を決意した覚えはなく、共謀もしていない」として起訴事実を全面否認、無罪を主張した。継母は長男に対する虐待については認めたが、「殺そうとしたことはない」と述べて起訴事実の一部を否認した。
2004年11月22日、長男の中学生時代の担任2人が検察側証人として出廷し、「長男が病院に運ばれた昨年十一月まで、虐待とは思わなかった」と述べ、2003年4月段階で虐待の恐れがあると知った学校側の経過報告書と食い違う証言を述べた。
2004年12月20日、父親に対する初の被告人質問が行われ、検察側からの質問に対し父親は長男や次男に対し、殴る蹴るの暴行に加えて「お前らは動物以下」などと言葉の暴力を浴びせたことを認めた。
2005年2月28日、継母の証人尋問が行われ、虐待を行った理由について「（少女時代に）悪いことをしてご飯を抜かれて反省したことがあったので、（長男の食事を）抜いたのかもしれない」と述べた。また、本事件については「自分の性格が偏っていなかったら、（食事抜きという）自分と同じ目にはあわさなかっただろう」と涙ながらに振り返った。
2005年5月30日、被告人質問が行われ、父親は裁判長から「家庭を顧みず、継母に押し付けたのか」と聞かれると「自分としては押しつけたという気はない」と答えた。また、長男に対しては「社会復帰できたら、長男を引き取りたい。それによって、父の責任を果たせる」と述べた。しかし、検察側から「犯した罪」について問われると「刑事責任というのはわからない」と答えた。なお、この日の公判で父親の実質審理が終了したため、継母と分離公判となった。
2005年7月11日、父親に対する論告求刑公判が開かれ、検察側は「長男は重度の脳機能障害で、生涯寝たきりの可能性が濃厚。保護者によるなぶり殺しとも言うべき残虐極まりない犯行で、反省のそぶりもなく、殺人未遂罪の最高刑に処すべき」として父親に懲役15年を求刑した。弁護側は「被告は長男が食事を制限されていたことを知らず、放置して殺害しようという意図はなかった。仮に殺人未遂罪が成立するとしても、救急車を呼んだことで犯罪を中止した」と減刑を求め、父親に対する一連の裁判は結審した。
2005年10月3日、父親に対する判決公判が大阪地裁堺支部（細井正弘裁判長）で開かれ、「親としての自覚と役割を喪失し、生命の尊厳を踏みにじった残虐な犯行。確定的殺意を有し、長男を死亡させようと、あえて放置しており、結果も深刻かつ重大」として父親に懲役14年の判決を言い渡した。
2006年5月23日、大阪高裁（白井万久裁判長）は「人間としての感情が感じられない残虐で、身勝手な犯行。長男は一命を取り留めたが、人格を破壊され、結果は重大で反省もうかがえない」として一審・大阪地裁の懲役14年の判決を支持し、父親側の控訴を棄却した。
2006年11月27日、継母に対する論告求刑公判が開かれ、検察側は「養育者の立場にありながら、うめき苦しむ長男を黙殺した非情な犯行」として継母に懲役15年を求刑した。
2006年12月25日、最終弁論が行われ、弁護側は「長男が自力で食事できなくなった時も継母は食べさせようとした」と指摘した上で「しつけが限度を超えたもの」として改めて殺意を否認した。最終意見陳述で継母は「申し訳ないことをした。罪を償っていきたい」と述べ、継母に対する一連の裁判は結審した。
2007年3月26日、継母に対する判決公判が大阪地裁堺支部（細井正弘裁判長）で開かれ、長男に対する殺意を認定した上で心神耗弱を認めず「虐待が長期にわたり、残虐。刑事責任は重い」として継母に懲役14年の判決を言い渡した。

## 関連書籍
- 佐藤万作子 『虐待の家 ― 義母は十五歳を餓死寸前まで追いつめた』 （2007年11月・中央公論新社）
- 佐藤万作子 『虐待の家 - 「鬼母」と呼ばれた女たち』 （2011年6月・中公文庫）